# Jableh Sporting Club

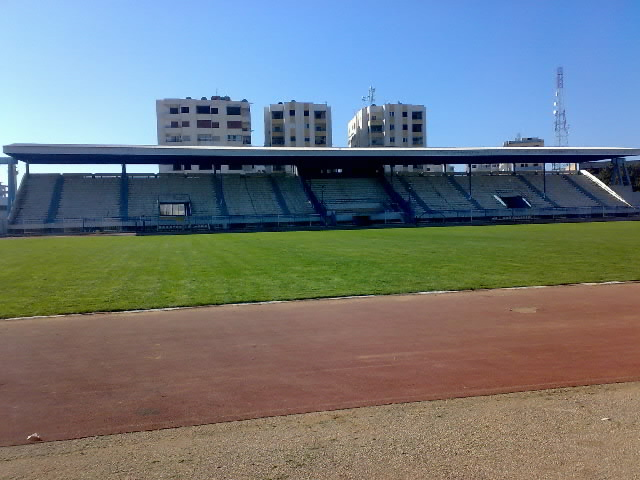
Estádio de Bath / Jableh, Síria

O Jableh Sporting Club é um clube de futebol com sede em Jableh, Síria. A equipe compete no Campeonato Sírio de Futebol.

## História
O clube foi fundado em 1958.